# Qoph
Qoph är ett svenskt psykedeliskt rockband, med rötterna i Stockholm. Musiken, som i grunden är riffbaserad hårdrock med psykedeliska utsvävningar, kategoriseras ofta som progressiv rock.

## Biografi
Gruppens debutalbum, Kalejdoskopiska aktiviteter, 1998, hade svenskspråkiga texter. Qoph utgjorde tillsammans med band som Abramis Brama och SvartePan en viktig del av den svenska stoner rock-scenen i slutet av 1990-talet, där de förde vidare traditionen från svensksjungande hårdrocksband som November och Trettioåriga Kriget.
Utöver sångaren Robin Kvist, gitarristerna Filip Norman och Jimmy Wahlsteen samt Federico de Costa (trummor) och Patrik Persson (bas) medverkade under bandets första år saxofonisten Karl Asp vid inspelningar och konserter.
Efter EP:n Än lyser månen som släpptes 2000 bytte gruppen språk till engelska. Kort därefter lämnade Jimmy Wahlsteen bandet för att satsa på en solokarriär.
Gruppens andra album Pyrola släpptes i Sverige och Tyskland 2004 samt av Disk Union i Japan 2005. På albumet spelar ett flertal gästmusiker, bland annat Joakim Svalberg (Opeth, Yngwie Malmsteen) moog och clavinet, Mats Öberg (Mats/Morgan Band) moog och Nicklas Barker (Anekdoten) mellotron.
När Robin Kvist lämnade bandet 2008 ersattes han av Rustan Geschwind, som står för sången på Qophs tredje fullängdare Freaks 2012.

## Medlemmar
Nuvarande medlemmar
- Federico de Costa – trummor
- Rustan Geschwind – sång
- Filip Norman – gitarr
- Patrik Persson – basgitarr

Tidigare medlemmar
- Robin Kvist – sång
- Jimmy Wahlsteen – gitarr, mandolin
- Anders Franzén – sång
- Fredrik Rönnqvist – gitarr
- Henric Jordan – basgitarr

## Diskografi
Studioalbum
- 1998 – Kalejdoskopiska aktiviteter (Record Heaven)
- 2004 – Pyrola (Kaleidophone/Disk Union/Nasoni Records)
- 2012 – Freaks (Transubstans Records/Nasoni Records)

EP
- 1998 – Aldrig tillbaks (Record Heaven)
- 2000 – Än lyser månen (Record Heaven)

Samlingsalbum
- 2014 – Glancing Madly Backwards - Rare & Unreleased 1994-2004 (Transubstans Records)

Samlingsalbum (div. artister)
- 1999 – Thousand Days of Yesterdays (Record Heaven)
- 2002 – Sweet F.A. (Scana)
- 2004 – Music from the Underground Vol. 5 (Moonhead)
- 2005 – An Introduction to Nasoni Records Berlin (Nasoni records)